# Rosettnebulosan
Rosettnebulosan (katalogiserad som NGC 2237 och Caldwell 49) är en stor cirkelfomad H II-region som ligger nära ena änden av ett jättestort molekylärt moln i Enhörningens område av Vintergatan. Den öppna stjärnhopen NGC 2244 (Caldwell 50) ligger i nära anslutning till nebulositeten, eftersom stjärnhopens stjärnor har bildats av nebulosans materia.
Komplexet har följande NGC-beteckningar:
- NGC 2237 - En del av den dunkla regionen (kan även syfta på hela nebulosan)
- NGC 2238 - En del av den dunkla regionen
- NGC 2239 - En del av den dunkla regionen (Upptäckt av John Herschel)
- NGC 2244 - Den öppna stjärnhopen inom nebulosan (Upptäckt år 1690 av John Flamsteed)
- NGC 2246 - En del av den dunkla regionen

Stjärnhopen och nebulosan ligger på ett avstånd av cirka 5 200 ljusår från jorden (uppskattningar av avståndet varierar kraftigt, ända ner till 4 900 ljusår.) Diametern är omkring 130 ljusår. Strålningen från de unga stjärnorna exciterar atomerna i nebulosan. Atomer avger då själva strålning och skapar den emissionsnebulosa som vi kan se. Nebulosans massa uppskattas ligga på runt 10 000 solmassor.
Man tror att stjärnvindar från stjärnor av spektraltyperna O och B utövar tryck på interstellära moln och orsakar kompression, följt av stjärnbildning i nebulosan. Denna stjärnbildning pågår fortfarande.
En undersökning av nebulosan med Chandra-teleskopet 2001 har påvisat förekomsten av unga, mycket heta stjärnor i Rosettnebulosans kärna. Dessa stjärnor har upphettat den omgivande gasen till en temperatur av omkring 6 miljoner Kelvin och fått dem att avge stora mängder röntgenstrålar.

## Att observera Rosettnebulosan
Stjärnhopen är synlig i kikare och syns ganska bra i mindre teleskop. Själva nebulosan är svårare att upptäcka visuellt och kräver ett teleskop med låg förstoring. En mörk plats är ett måste för att kunna se den. Rosettnebulosan är lättare att registrera fotografiskt och det enda sättet att registrera den röda färg som inte syns för blotta ögat.

## Andra bilder

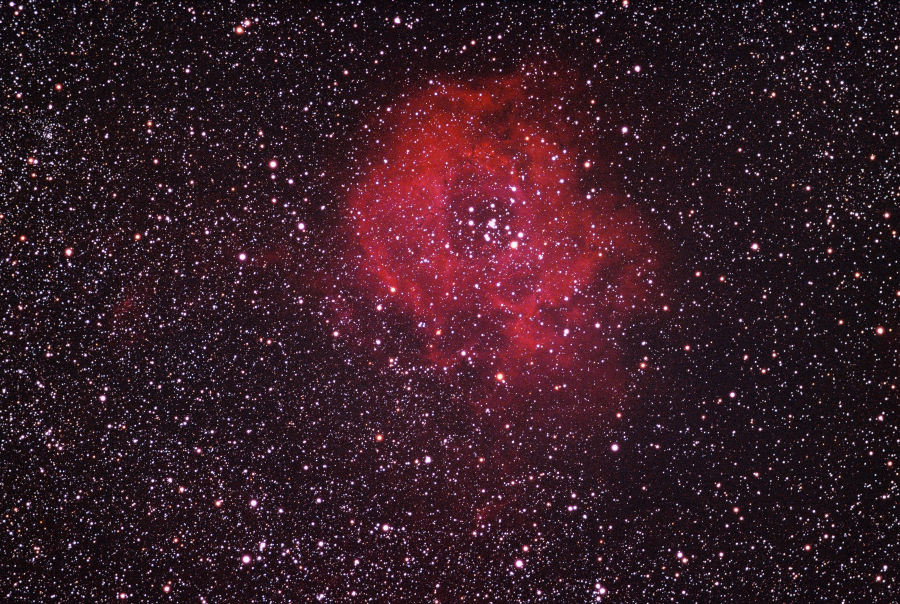
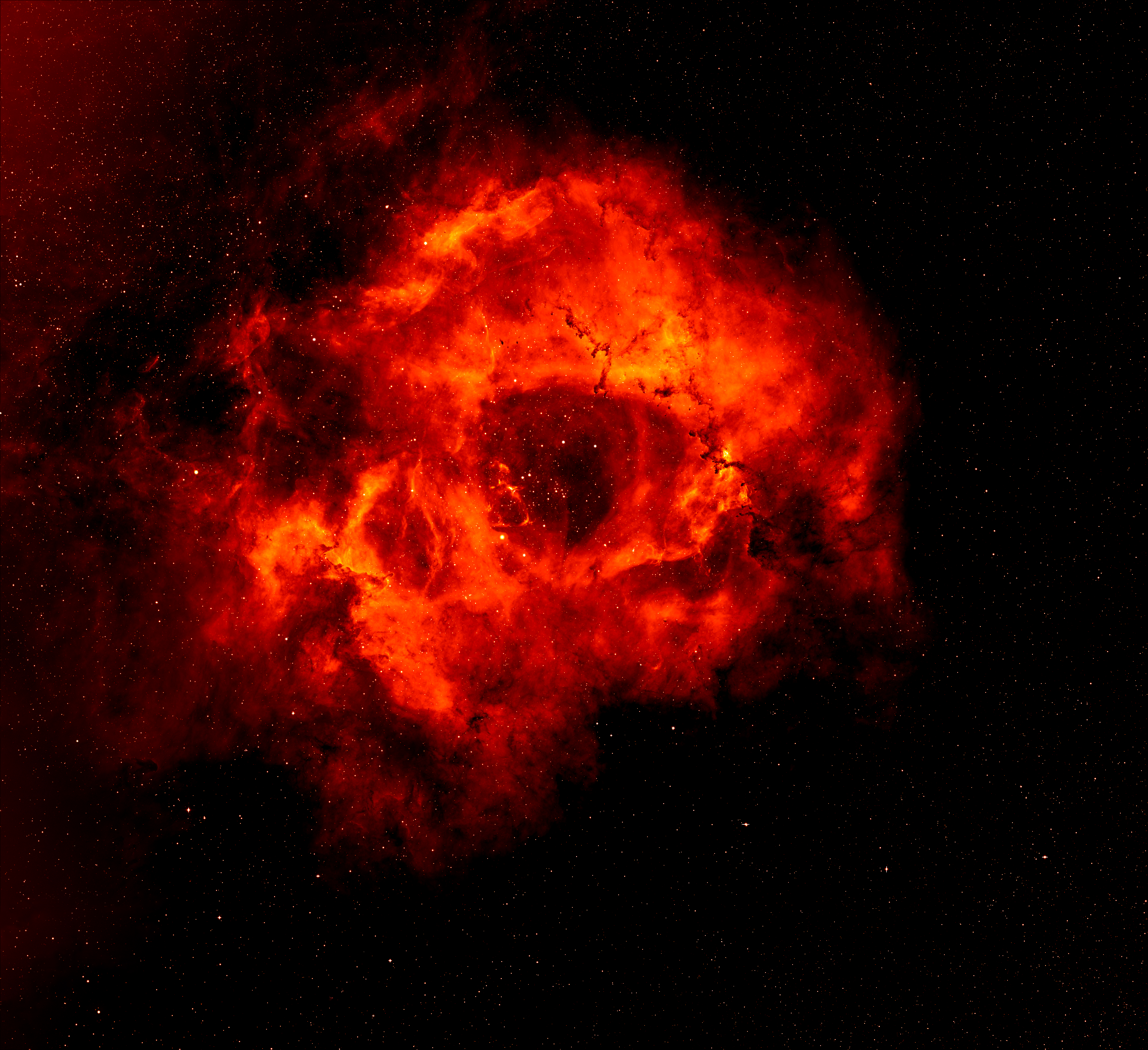
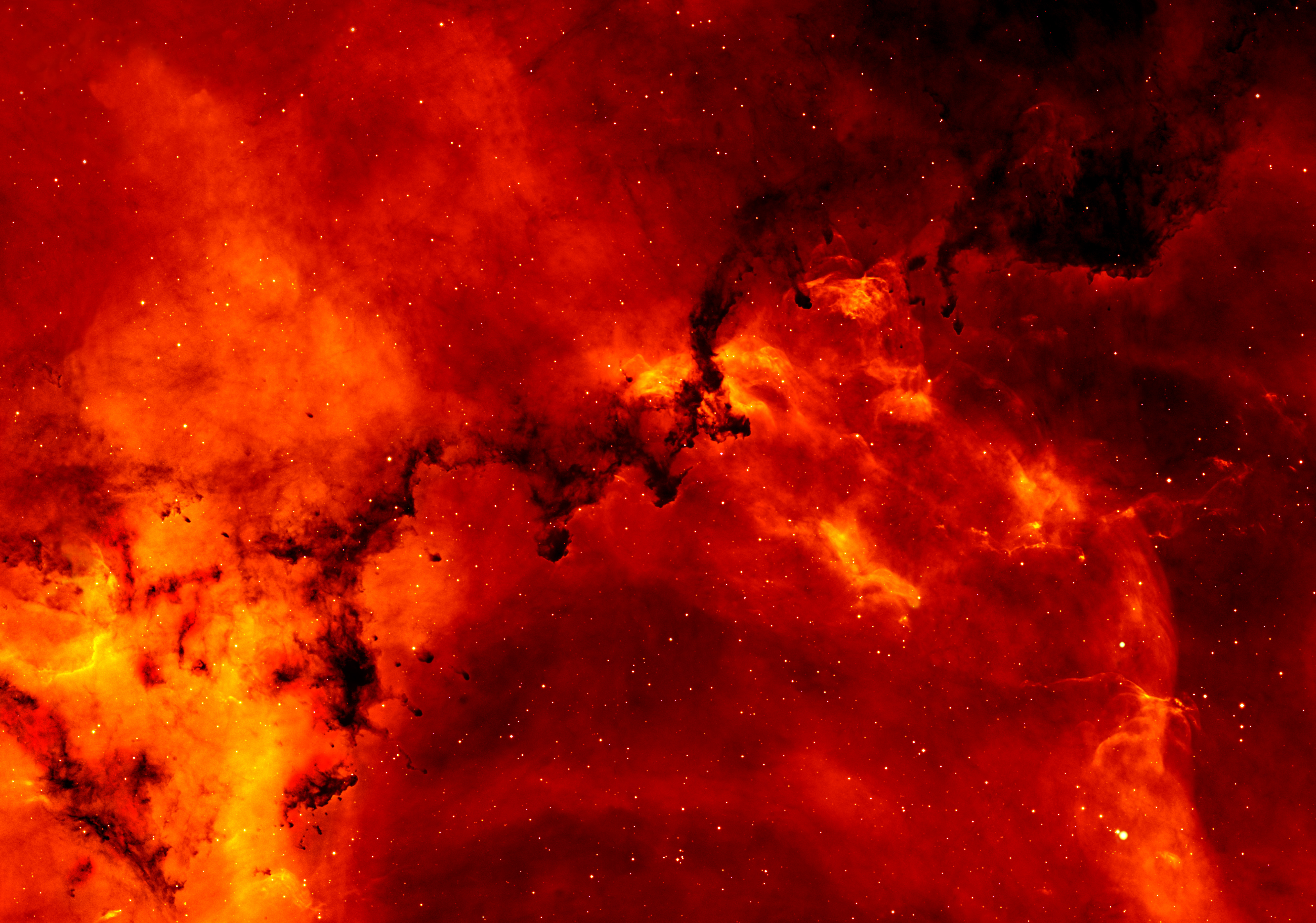
En närbild av Rosettnebulosan